# Saint-Martin-du-Fouilloux (Deux-Sèvres)
Saint-Martin-du-Fouilloux is een gemeente in het Franse departement Deux-Sèvres (regio Nouvelle-Aquitaine) en telt 240 inwoners (1999). De plaats maakt deel uit van het arrondissement Parthenay.

## Geografie
De oppervlakte van Saint-Martin-du-Fouilloux bedraagt 24,4 km², de bevolkingsdichtheid is 9,8 inwoners per km².
De onderstaande kaart toont de ligging van Saint-Martin-du-Fouilloux (Deux-Sèvres) met de belangrijkste infrastructuur en aangrenzende gemeenten.

## Demografie
Onderstaande figuur toont het verloop van het inwonertal (bron: INSEE-tellingen).